# Mimomantis milloti
Mimomantis milloti är en bönsyrseart som beskrevs av Renaud Maurice Adrien Paulian 1957. Mimomantis milloti ingår i släktet Mimomantis och familjen Iridopterygidae. Inga underarter finns listade i Catalogue of Life.